# E.T. (single)
E.T. (afkorting van Extra-Terrestrial) is een single van Katy Perry en Kanye West. Het nummer is de vierde single van Katy Perry's studioalbum Teenage Dream. De single kwam uit op 19 februari 2011. Er zijn twee versies van E.T. verschenen op YouTube. Een van Katy Perry alleen en een van haar met Kanye West. De versie waar Kanye West ook aan mee doet is ook te horen op de radio. In eerste instantie zou het een solosingle worden van Katy Perry. Maar ze vroeg Kanye West om er iets extra's aan toe te voegen, en dat wilde hij maar al te graag.

## Videoclip
De videoclip van E.T. is op YouTube uitgekomen op VEVO op 31 maart. De regisseur van de clip is Floria Sigismondi. We zien Kanye in een ruimtecapsule en Perry die steeds verandert in een ander buitenaards wezen. Bijna op het einde zoent Perry met een ruimterobot die verandert in een aardse jongen. De gehele clip speelt zich af in de ruimte en op een planeet.

## Hitnoteringen

### Nederlandse Top 40
| Hitnotering: 05-03-2011 t/m 09-04-2011 | Hitnotering: 05-03-2011 t/m 09-04-2011 | Hitnotering: 05-03-2011 t/m 09-04-2011 | Hitnotering: 05-03-2011 t/m 09-04-2011 | Hitnotering: 05-03-2011 t/m 09-04-2011 | Hitnotering: 05-03-2011 t/m 09-04-2011 | Hitnotering: 05-03-2011 t/m 09-04-2011 | Hitnotering: 05-03-2011 t/m 09-04-2011 |
| Week:                                  | 1                                      | 2                                      | 3                                      | 4                                      | 5                                      | 6                                      |                                        |
| -------------------------------------- | -------------------------------------- | -------------------------------------- | -------------------------------------- | -------------------------------------- | -------------------------------------- | -------------------------------------- | -------------------------------------- |
| Positie:                               | 33                                     | 30                                     | 27                                     | 36                                     | 37                                     | 40                                     | uit                                    |

### NederlandseSingle Top 100
| Hitnotering: 26-02-2010 t/m 21-05-2011 | Hitnotering: 26-02-2010 t/m 21-05-2011 | Hitnotering: 26-02-2010 t/m 21-05-2011 | Hitnotering: 26-02-2010 t/m 21-05-2011 | Hitnotering: 26-02-2010 t/m 21-05-2011 | Hitnotering: 26-02-2010 t/m 21-05-2011 | Hitnotering: 26-02-2010 t/m 21-05-2011 | Hitnotering: 26-02-2010 t/m 21-05-2011 | Hitnotering: 26-02-2010 t/m 21-05-2011 | Hitnotering: 26-02-2010 t/m 21-05-2011 | Hitnotering: 26-02-2010 t/m 21-05-2011 | Hitnotering: 26-02-2010 t/m 21-05-2011 | Hitnotering: 26-02-2010 t/m 21-05-2011 | Hitnotering: 26-02-2010 t/m 21-05-2011 | Hitnotering: 26-02-2010 t/m 21-05-2011 |
| Week:                                  | 1                                      | 2                                      | 3                                      | 4                                      | 5                                      | 6                                      | 7                                      | 8                                      | 9                                      | 10                                     | 11                                     | 12                                     | 13                                     |                                        |
| -------------------------------------- | -------------------------------------- | -------------------------------------- | -------------------------------------- | -------------------------------------- | -------------------------------------- | -------------------------------------- | -------------------------------------- | -------------------------------------- | -------------------------------------- | -------------------------------------- | -------------------------------------- | -------------------------------------- | -------------------------------------- | -------------------------------------- |
| Positie:                               | 70                                     | 65                                     | 65                                     | 60                                     | 63                                     | 59                                     | 40                                     | 39                                     | 41                                     | 41                                     | 60                                     | 71                                     | 86                                     | uit                                    |

### VlaamseUltratop 50
| Hitnotering: 16-04-2011 t/m 25-06-2011 | Hitnotering: 16-04-2011 t/m 25-06-2011 | Hitnotering: 16-04-2011 t/m 25-06-2011 | Hitnotering: 16-04-2011 t/m 25-06-2011 | Hitnotering: 16-04-2011 t/m 25-06-2011 | Hitnotering: 16-04-2011 t/m 25-06-2011 | Hitnotering: 16-04-2011 t/m 25-06-2011 | Hitnotering: 16-04-2011 t/m 25-06-2011 | Hitnotering: 16-04-2011 t/m 25-06-2011 | Hitnotering: 16-04-2011 t/m 25-06-2011 | Hitnotering: 16-04-2011 t/m 25-06-2011 | Hitnotering: 16-04-2011 t/m 25-06-2011 | Hitnotering: 16-04-2011 t/m 25-06-2011 |
| Week:                                  | 1                                      | 2                                      | 3                                      | 4                                      | 5                                      | 6                                      | 7                                      | 8                                      | 9                                      | 10                                     | 11                                     |                                        |
| -------------------------------------- | -------------------------------------- | -------------------------------------- | -------------------------------------- | -------------------------------------- | -------------------------------------- | -------------------------------------- | -------------------------------------- | -------------------------------------- | -------------------------------------- | -------------------------------------- | -------------------------------------- | -------------------------------------- |
| Positie:                               | 44                                     | 38                                     | 33                                     | 27                                     | 24                                     | 25                                     | 24                                     | 28                                     | 32                                     | 40                                     | 39                                     | uit                                    |